# 拉科隆布 (卢瓦-谢尔省)
拉科隆布（法語：La Colombe，發音：[la kɔlɔ̃b]）是法国卢瓦-谢尔省布卢瓦区曾经的一个市镇。2016年1月1日，拉科隆布与临近的6个市镇合并为新市镇博斯拉罗迈讷，并成为了博斯拉罗迈讷的委派市镇。

## 地理
拉科隆布（47°53'17"N, 1°22'17"E）面积18.36 平方千米，位于法国中央-卢瓦尔河谷大区卢瓦-谢尔省，该省份为法国中北部省份，北起厄尔-卢瓦省，东北接卢瓦雷省，东南接谢尔省，南至安德尔省，西南接安德尔-卢瓦尔省，西北接萨尔特省。
与拉科隆布接壤的市镇（或旧市镇、城区）包括：欧坦维尔、穆瓦西、博斯地区圣莱奥纳尔、瑟梅维尔、维耶维勒赖耶。
拉科隆布的时区为UTC+01:00、UTC+02:00（夏令时）。

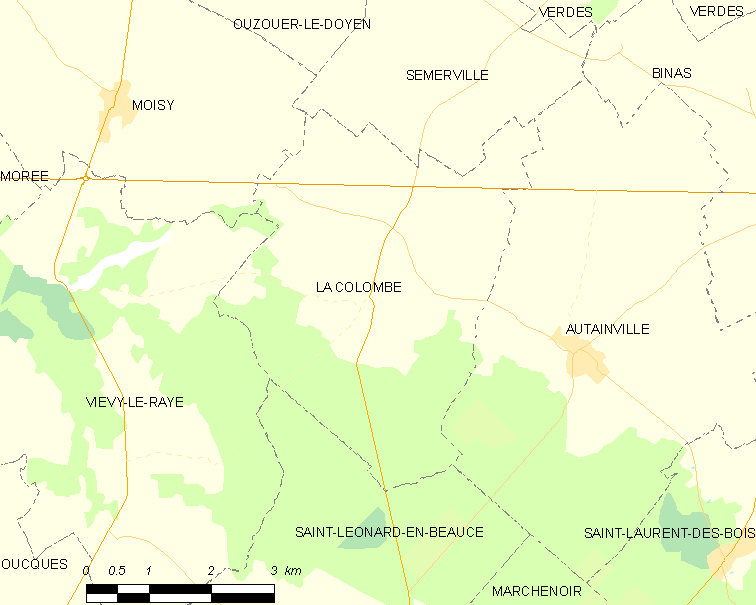
拉科隆布的OSM定位图

## 行政
拉科隆布的邮政编码为41160，INSEE市镇编码为41056。

## 政治
拉科隆布所属的省级选区为拉博斯县。

## 人口

1962-2008年间拉科隆布人口变化图示

拉科隆布于2018年1月1日时的人口数量为202人。